# Samuel Parsons Scott

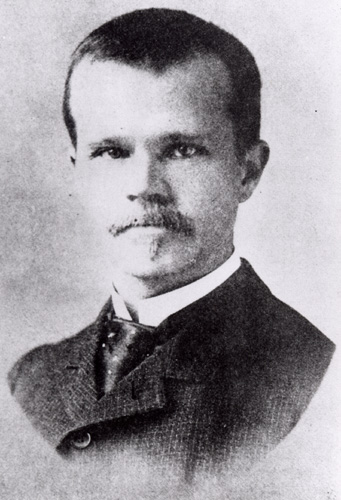
Scott ca. 1890

Samuel Parsons (S.P.) Scott (* 1846 in Hillsboro, Ohio; † 30. Mai 1929) war ein US-amerikanischer Jurist und Übersetzer mittelalterlicher Rechtsquellen ins Englische. Er vermachte große Teile seines Vermögens der Thomas Jefferson University in Philadelphia für die Errichtung einer Lehr- und Forschungsbibliothek: der heutigen Scott Memorial Library.
Scott wurde mit 22 als Anwalt zugelassen, gab aber 1875 diese Tätigkeit auf, um ins familiäre Bankgeschäft einzusteigen. Daneben wirkte er als Privatgelehrter mit Schwerpunkten auf Spanien und dem Mittelalter. Seine erste Veröffentlichung war Through Spain, ein Spanien-Reisebericht. Später folgten die History of the Moorish empire in Europe sowie englische Übersetzungen römischer und mittelalterlicher Rechtsquellen. Zuerst seine Übersetzung des Forum iudicum (Leges Visigothorum), sowie postum veröffentlicht eine Übersetzung der Las Siete Partidas sowie unter dem Titel The Civil Law eine Sammlung des römischen Zivilrechts. Die Sammlung The Civil Law förderte die Rezeption des Römischen Rechts in der amerikanischen Rechtswissenschaft und enthält immer noch die modernste englische Übersetzung des Corpus iuris civilis, die jedoch dennoch sehr ungenau und fehlerhaft ist, so dass von der Verwendung in der Lehre abgeraten wird. Die Übersetzung der Las Siete Partidas gilt dagegen als gelungen und wurde in einer 5-bändigen Ausgabe mit dem aktuellen Forschungsstand entsprechenden Kommentaren versehen 2000/01 neu ediert.

## Werke
- Through Spain: a narrative of travel and adventure in the Peninsula., J. B. Lippincott company, Philadelphia, London 1886.
- History of the Moorish empire in Europe, J. B. Lippincott company, Philadelphia, London 1904.
- The Visigothic code (Forum judicum), The Boston book company, Boston 1910 ().
- Las siete partidas, translation and notes by Samuel Parsons Scott,  Comparative law bureau of the American bar association, Chicago, New York 1931.
- The civil Law : including The twelve tables, The institutes of Gaius, The rules of Ulpian, The enactments of Justinian and The constitutions of Leo / transl. from the orig. Latin, ed. and compared with all accessible systems of jurisprudence ancient and modern. 17 Bde., The Central Trust Co., Cincinnati 1932 (), Neuauflage: Lawbook Exchange, Union, N.J. 2001, ISBN 1-58477-130-5.